# Ferrovia Gorizia-Aidussina
La ferrovia Gorizia-Aidussina è una linea ferroviaria che collega Aidussina a Nova Gorica, in Slovenia, e che al momento della sua costruzione raggiungeva Gorizia, presso l'attuale scalo di Gorizia Centrale.

## Storia

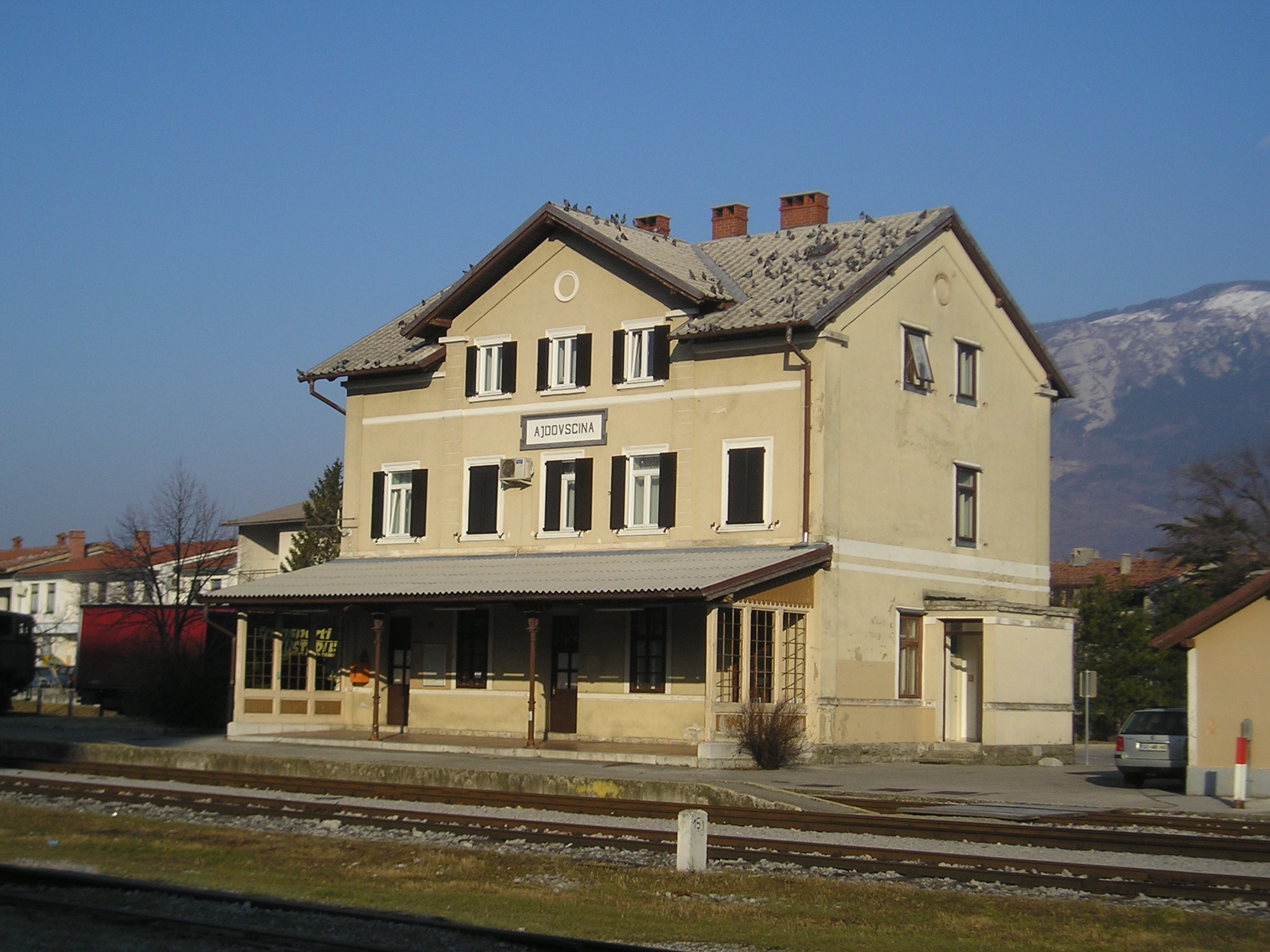
Lato ferrovia della stazione di Aidussina nel 2010

La concessione per la costruzione di una linea ferroviaria che unisse Gorizia, a quel tempo dotata di un'unica stazione posta sulla Udine-Trieste, ad Aidussina fu rilasciata dall'Impero austro-ungarico il 26 ottobre 1897.
La linea fu costruita nel 1902 dalla società imperiale austriaca Localbahn Görz-Haidenschaft (Ferrovia Locale Gorizia-Aidussina, in italiano) (FLGH) che cedette la gestione alla Südbahn, già esercente la linea Udine-Trieste.
Nel 1906, parte della linea fu riutilizzata dalla Jesenice-Trieste della Transalpina e la gestione passò alle ferrovie imperial-regie dello Stato austriaco (KKStB). Nel punto di congiunzione fra la Transalpina e la linea per Aidussina fu istituito un posto di controllo denominato Kemperlisce Verladestelle. Il tronco fra questa località ferroviaria e la stazione di Prebacina (Prevacina in italiano) era in comune con la Transalpina.
Con il trattato di Saint Germain (1919), l'intera linea divenne italiana ed esercita dalle Ferrovie dello Stato. Queste, nel 1931, raddoppiarono il binario fra lo scalo di Gorizia Centrale e quello di Prebacina, ora ribattezzata Prevacina-Gradiscutta, traforando il colle della Castegnavizza con una nuova galleria.
Con il Trattato di Parigi (1947), Gorizia fu assegnata all'Italia, mentre parte della sua provincia orientale andò alla Jugoslavia. Il confine della linea ferroviaria fu posizionato fra Gorizia Centrale e la stazione di Gorizia San Marco, ribattezzata Vrtojba. La linea era stata pesantemente danneggiata dai bombardamenti della seconda guerra mondiale, pertanto le ferrovie Jugoslave ricostruirono il tronco fra Nova Gorica e Prevacina (ora Prvačina) a binario semplice e non riattivarono l'itinerario diretto fra Vertoiba e Volčja Draga.
Il traffico internazionale fu ripristinato solo nel 1960 e per un servizio misto merci-passeggeri che riguardava parzialmente la linea, interessando solo le due stazioni di Gorizia Centrale e di Nova Gorica.
Nel 1991, con la dichiarazione di indipendenza della Slovenia, la sezione jugoslava passò in gestione alle ferrovie dello stato della nuova repubblica (SŽ).
In seguito, il servizio viaggiatori tra Italia e Slovenia cessò progressivamente: a partire dall'inverno 1992/93 non risultò più presente nell'orario ferroviario, sebbene risulti la presenza della carrozza passeggeri nella composizione del treno misto fino al 1999. Al 2013, il traffico viaggiatori è sospeso, ma si effettuano alcune coppie di treni merci che trasportano legname, rottami ferrosi o carri vuoti per le SŽ.

## Caratteristiche
La linea è una ferrovia a binario semplice e privo di elettrificazione. Lo scartamento adottato è quello ordinario da 1435 mm.

## Percorso
| Continuation backward | Unknown route-map component "b" |

| Station on track | Unknown route-map component "b" |

| Unknown route-map component "kABZg3" | Unknown route-map component "b" |

| Unknown route-map component "dCONTgq" | Unknown route-map component "exkLLSTR2+r" + Unknown route-map component "kSTRr+1" | Unknown route-map component "kSTRc4" + Unknown route-map component "exkLLSTRc3" + Straight track | Unknown route-map component "b" | Unknown route-map component "+d" |

| Unknown route-map component "exkLLSTR+4" + Straight track | Unknown route-map component "b" |

| Unknown route-map component "KDSTaq" | Unknown route-map component "ABZgr" |  | Unknown route-map component "b" |

| Unknown route-map component "GRZq" | Unknown route-map component "GRZq" + Restricted border on track | Unknown route-map component "GRZq" | Unknown route-map component "b" |

| 2+577 |
| 1+855 |

| Unknown route-map component "KINTaq" | Unknown route-map component "ABZgrxl" | Unknown route-map component "exKINTeq" | Unknown route-map component "b" |

| Unknown route-map component "ev-SHI2gr" + Unknown route-map component "lvDST" | Unknown route-map component "b" | Unknown route-map component "d" |

| Unknown route-map component "exBS2c1" | Unknown route-map component "exBS2+r" + Unknown route-map component "exSTR" + Unknown route-map component "BS2l" | Unknown route-map component "BS2c3" | Unknown route-map component "b" |

|  | Unknown route-map component "v-STRlg+lf" + Unknown route-map component "exvSTR-" | Unknown route-map component "d-HSTq" + Unknown route-map component "dSTRq-" | Unknown route-map component "xvÜSTrq" | Unknown route-map component "xvLCONTfq" |

| 3,2  |
| 92,3 |

| Unknown route-map component "exBS2c2" | Unknown route-map component "exBS2r" + Unknown route-map component "exSTR" + Unknown route-map component "BS2+l" | Unknown route-map component "BS2c4" | Unknown route-map component "b" |

| Unknown route-map component "evSKRZ-Au" | Unknown route-map component "b" | Unknown route-map component "d" |

| Unknown route-map component "ev-SHI2g+r" + Unknown route-map component "lvBHF" | Unknown route-map component "b" | Unknown route-map component "d" |

| 6,6  |
| 95,7 |

| Stop on track | Unknown route-map component "b" |

| 8    |
| 97,1 |

| Unknown route-map component "d" | Unknown route-map component "evSHI2gl-" + Unknown route-map component "lvBHF" | Unknown route-map component "b" |

| 11    |
| 100,1 |

| Unknown route-map component "cWASSERq" | Transverse water + Unknown route-map component "vBRÜCKE1-" + Unknown route-map component "exv-BRÜCKE1" | Unknown route-map component "WASSER+r" | Unknown route-map component "cd" |

| Unknown route-map component "CONTgq" | Unknown route-map component "exBS2+l" + Unknown route-map component "ABZgr" | Unknown route-map component "exBS2c4" + Unknown route-map component "v-WASSER" | Unknown route-map component "b" |

|  | Small non-passenger station on track | Unknown route-map component "v-WASSER" | Unknown route-map component "b" |

|  | Small bridge over water | Unknown route-map component "v-WASSERr" | Unknown route-map component "b" |

| Unknown route-map component "exKRW+l" | Unknown route-map component "eKRWgr" |  | Unknown route-map component "b" |

| Unknown route-map component "exKINTe" | Non-passenger station/depot on track |  | Unknown route-map component "b" |

| Small non-passenger station on track | Unknown route-map component "b" |

| Small non-passenger station on track | Unknown route-map component "b" |

| Unknown route-map component "SKRZ-Au" | Unknown route-map component "b" |

| Small non-passenger station on track | Unknown route-map component "b" |

| Unknown route-map component "KRW+l" | Unknown route-map component "KRWgr" |  | Unknown route-map component "b" |

| Unknown route-map component "KINTe" | Non-passenger end station |  | Unknown route-map component "b" |